# Јохан Себастијан Бах
Јохан Себастијан Бах (Ајзенах, 21. март 1685 — Лајпциг, 28. јул 1750) био је немачки композитор, оргуљаш и чембалиста из доба барока, широко признат као један од највећих композитора и стубова универзалне културе. Његова дела су запажена због интелектуалне дубине, техничког савршенства и уметничке лепоте.
Потиче из једне од најзнаменитијих музичких породица, која је произвела преко 35 значајних композитора и многе музичаре извођаче. За живота је био познат као оргуљаш и чембалиста, док је његово композиторско стваралаштво било сматрано обичним послом професионалног музичара 15—17. века који је стварао музику за пригоде на двору, у цркви или у граду. Са 17 година свирао је оргуље, клавир, виолину, виолу, певао у хору и био помоћник кантора. Касније је радио као оргуљаш, дворски и црквени музичар, диригент и учитељ. Стекао је славу као извођач на оргуљама и чембалу, и као музички импровизатор
Јохан Себастијан Бах је један од најзначајнијих представника универзалног хуманизма у уметности.. Творац је великог броја музичких облика који карактеришу барок као раздобље. Бавио се свим жанровима музике осим опере. Дубоко религиозан и конзервативан, у свом делу је сјединио музичке традиције протестантских хорова са традицијама јужне немачке, италијанске и француске школе Развио је полифонијски стил касне ренесансе до савршенства

## Биографија
Од рођења у Ајзенаху 1685, до смрти у Лајпцигу, Бах је живео у чак 8 немачких градова, што се поклапа са етапама у његовом животу и уметничком развоју.

### Детињство и ране године: Ајзенах, Ордруф, Линебург
Јохан Себастијан Бах је рођен у Ајзенаху 21. марта 1685, по јулијанском календару који је тада био у употреби. Потиче из породице музичара који су деловали на дворовима, у градовима и црквама широм Тирингије. Његов отац, Јохан Амброзијус Бах, имао је звање градског музикуса које је Баховој породици омогућавало скроман живот. Отац га је учио свирању на виолини и харпсикорду, а стриц Јохан Кристоф Бах га је упознао са оргуљама.
Бахова мајка, Марија Елизабета Лемерхирт, умрла је маја 1694. Отац се поново оженио 27. новембра, али је умро већ фебруара 1695. Тада је бригу о десетогодишњем Баху преузео старији брат Јохан Кристоф, ученик Јохана Пахелбела, и оргуљаш у Ордруфу. Овде је Бах похађао школу и стекао блиског пријатеља, Георга Ердмана. Брат га је подучавао музичким формама и свирању на клавијатурама. Бах је био талентован за музику. Поседовао је апсолутни слух. Био је радознао и брзо се упознао са свим правцима европске музике свога времена. Већ у то време јавља се код Баха једна карактеристична црта — преписивање дела великих мајстора.
Дана 19. јануара 1700, Георг Ердман напушта Ордруф и одлази за Линебург. Бах му се придружује 15. марта препешачивши више од 300 km. На ово се одлучио да би ослободио братовљеву породицу бриге о себи. Са Георгом је боравио у школи за сиромашне ђаке лепог гласа. Поред музике, тамо је учио реторику, латински, грчки и француски језик. Упознао је Георга Бема, црквеног музичара и ученика великог хамбуршког оргуљаша Јохана Адама Рајнкена. Од Бема је научио музички стил северне Немачке. Међу музичарима на војводском двору у Линебургу среће француске емигранте, попут Тома ла Села, ученика Лилија, чиме се упознао са још једном музичком традицијом. Могуће је и да се дописивао са Франсоа Купреном. После мутирања гласа, посветио се вежбању на инструментима (оргуље, харпсикорд, виолина). Библиотеке и архиви у Линебургу су могли да му буду извор многобројних партитура савремених музичара. Године 1701. отишао је у Хамбург да се сретне са двојицом великих виртуоза на оргуљама: Јоханом Адамом Рајнкеном и Винсентом Либеком.

### Арнштат
Јануара 1703, тек изашао из школе, Бах је прихватио посао музичара у дворској капели војводе Јохана Ернеста III у Вајмару, великом граду у Тирингији. Није сасвим јасна природа посла који је ту обављао, али изгледа да је обухватала и музичке и послужитељске задатке. За седам месеци боравка у Вајмару изградио је солидну репутацију оргуљаша, тако да је позван да испита инструмент и буде први свирач нових оргуља у цркви Светог Бонифација у Арнштату.
Августа 1703. прихватио је место сталног оргуљаша у овој цркви, што му је омогућило релативно добре приходе и сталан приступ квалитетном инструменту. Али, овај период није био потпуно без проблема. Бах није био задовољан хором, сукобио се са колегом музичарем Гејерзбахом, и неовлашћено је одсуствовао са посла четири месеца 1705—1706. За то време је пешке отишао у далеки Либек (400 km) да слуша „Музичке вечери“ славног Букстехудеа. Дужина ове посете је индикација да је Бах веома поштовао старог композитора и да је учио од њега. У то време Бах је развио своју вештину компоновања контрапункта.

### Милхаузен
Од 1707. до 1708, радио је као оргуљаш у Милхаузену. Ту је написао своју прву кантату, увод у монументалну литургију, којом показује дубину своје инспирације и вештине. За живота је написао више од 300 кантата, довољних за пет година литургијског циклуса. Многе кантате из овог периода су изгубљене.
Седамнаестог октобра 1707. оженио се, у Дорнхајму поред Арнштата, својом рођаком Маријом Барбаром, која је била сопран певачица. Заједно су имали седморо деце, од којих је четворо преживело детињство, међу њима Вилхелм Фридман и Карл Филип Емануел.
Бах ради много на компоновању. Организује хор и оркестар, а његова кантата број 71, компонована поводом инаугурације градског већа, доживљава велики успех. Власти у Милхаузену су биле толико задовољне Баховим радом да су уз велике трошкове реновирале оргуље у цркви Светог Блазијуса, а Бах је био надзорник ових радова. Касније је и дириговао извођењем својих дела у овој цркви.
Међутим, конзервативни лутеранци у Милхаузену су били противници пијетизма, док су пуританци потпуно одбацивали уметности. Због тога Бах прихвата сигурнији посао у Вајмару.

### Вајмар
У периоду 1708—1717, Бах је био оргуљаш и прва виолина у дворској капели војводе Вајмара, а старао се и за војводин инструментални и хорски ансамбл. У овом периоду је створио највећи број својих дела за оргуље, међу њима и најпознатију токату и фугу у де-молу (BWV 565), кантате, и композиције за чембало инспирисане италијанским и француским узорима. Поседовао је техничку компетенцију и самопоуздање да ствара амбициозна дела, синтетизујући европске музичке узоре. Од Италијана, инспирисали су га Вивалди, Корели и Торели, од који је усвојио писање драмских увертира, ритмичке мотиве и хармоније. Учио се тако што је писао транскрипције дела за чембало и оргуље. Италијански утицај је видљив по употреби технике соло-тути (solo-tutti), у којој се соло инструменти смењују у деоницама са музиком целог оркестра. Пример примене ове технике се може чути у енглеској свити број 3 за чембало из 1714.
Кнез Леополд од Анхалт-Кетена, брат вајмарског војводе, био је веома импресиониран Баховом музиком коју је написао за свадбу његове сестре Елеоноре-Вилхелмине. Предложио је Баху да прихвати положај капелмајстора на његовом двору у Кетену, што је био највиши ранг који је музичар могао достићи. Бах је већ одбио једну понуду из Дрездена, јер му је војвода удвостручио плату, али је овај пут оберучке прихватио понуду. Када је чуо за ово, војвода га је послао у затвор на месец дана (6. новембар — 2. децембар 1717).

### Кетен
Од 1717. до 1723. Јохан Себастијан је био капелмајстор на двору кнеза Леополда од Анхалт-Кетена.
Кнез је био калвинистички протестант и бриљантан музичар (свирао је чембало, виолину и виола да гамбу). Калвинизам није дозвољавао духовну музику, тако да је кнез био посвећен световној. Фридрих Вилхелм I од Пруске није показивао никакво интересовање за музику, па је кнез Леополд привукао дворске музичаре из Берлина у Кетен. Тако је створио оркестар од 18 одличних музичара. За музику је била намењена једна четвртина буџета државе Анхалт-Кетен.
Атмосфера на двору је била неформална. Кнез је третирао своје музичаре као себи равне и често са њима музицирао, чак их водећи са собом када би ишао у бању Карлсбад. Бах је добро зарађивао, имао је плату 400 талира, а војвода је био спонзор и Баховог сина Леополда.
Ово доба материјалног благостања и уметничке зрелости Бах је искористио да напише своја најзначајнија музичка дела за флауту, лауту, чело, виолинске сонате и партите, музику за харпсикорд (прва свеска Добро темперованог клавира) и шест Бранденбуршких концерата. Али у Баховом животу догодила се и трагедија када му је 7. јула 1720. умрла супруга Барбара. Поново се оженио 3. децембра 1721. Аном Магдаленом, кћерком дворског певача и музичара.
Баху је у Кетену недостајало компоновање црквене музике. Такође, друга кнежева жена, са којом се венчао 1721, није показивала никакво интересовање за уметност, па је од ње одвукла и кнеза. Кетенска држава је уз то морала више новца да одваја за потребе пруске војске.
Бах је био у потрази са послом. Његов концерт у цркви Светог Јакова у Хамбургу је био запажен, али му је посао измакао. Збирку својих најбољих дела (Бранденбуршке концерте) послао је бранденбуршком војводи, јер је овај раније за њих показао интересовање. Коначно, добио је место кантора у Лајпцигу. Кантор је номинално била за једну степеницу нижа позиција од позиције капелмајстора коју је имао на двору у Кетену.

### Лајпциг
Од 1723. до 1750, више од 25 година Бах је живео у Лајпцигу, где је наследио Јохана Кухнауа на месту главног кантора лутеранске цркве Светог Томе. Ово место су пре тога одбили Георг Филип Телеман, Кристоф Граупнер, Георг Фридрих Кауфман и други.
Члан црквеног савета, доктор Плац, открио је у својој преписци како је дошло до избора Баха: „Ситуација је деликатна, и пошто се не могу добити најбољи, треба изабрати међу осредњима“. Тако је Бах изабран 22. априла 1723.
У Лајпциг се доселио са својом другом женом, Аном Магдаленом, са којом се венчао у Кетену. Предавао је музику, катехизам и латински у две градске црквене школе: Светог Томе (за сиромашне) и цркви светог Николе (за богатије). Поред овог занимања, имао је обавезу да напише кантату за сваку недељу и црквени празник у години. Са овим кантатама је остварио запажене наступе, јер је сарађивао са квалитетном групом трубача и певача (Collegium Musicum) који су могли да савладају партитуре у кратком периоду. Овај ансамбл је 1701. основао Бахов пријатељ Георг Фридрих Телеман. Постао је предмет зависти својих колега, који су, забележено је, потплаћивали Бахове студенте да бојкотују његове лекције.
Занимање кантора је био престижан посао у градској администрацији важног трговачког града Лајпцига. Бах је до тада углавном радио на аристократским дворовима. Радећи у Лајпцигу Бах је био увучен у политику свог послодавца, градског већа. Оно се састојало из две фракције: апсолутисти лојални саксонском кнезу Августу Јаком и грађанске фракције која је представљала трговце и ситну аристократију. Бах је био кандидат апсолутиста, посебно градоначелника Готлиба Лангеа. Као противуслугу за пристанак на Бахово наименовање грађанска фракција је добила контролу над школом Светог Томе. Због тога је Бах морао често да са њима тражи компромисе. Веће није имало симпатија за његов обиман музички рад, јер су сматрали да га одвлачи од других обавеза. Никада се није остварило Лангеово обећање да ће добити плату од 1000 талира годишње, иако је добио мањи приход и добар стан у згради школе.
У изузетно плодном креативном периоду написао је пет годишњих циклуса кантата за својих првих шест година у Лајпцигу (два циклуса су данас изгубљена). Већина ових дела су заснована на библијским стиховима који су недељом читани у лутеранским црквама. Користио је и популарне химне (Wachet auf! Ruft uns die Stimme, Nun komm, der Heiden Heiland) као инспирацију.
Када би наступао у цркви светог Томе Бах би седео за оргуљама, клавсеном или би дириговао хором на доњој галерији. Оргуље су се налазиле на ниши постављеној четири метра више. Десно од оргуља су били дувачи и удараљке, а лево гудачи. Градско веће је обезбедило само осам сталних музичара због чега се Бах стално жалио. Осталих двадесетак музичара је морао да најми из школе, са универзитета или из грађанства. Оргуље и чембало је свирао Бах, црквени оргуљаш или један од Бахових синова (Вилхелм Фридман или Карл Филип Емануел). Црквени хористи, већином студенти црквене школе, певали су још на свадбама и сахранама како би допунили приходе. Бах је компоновао неколико мотета који су служили за ове пригоде.
Водио је радознао живот, сакупљајући библиотеку специјализовану за библиологију, теологију и мистику. Супруга му је у овоме била од велике помоћи. Она је преписивала све његове партитуре. Бах је са оркестром Collegium Musicum два пута недељно наступао на окупљањима аматера љубитеља музике у Кафеу Цимерман. Учествовао је у дебатама на универзитету. Више пута је ишао у оперу у Дрезден где му је син био оргуљаш.
Око 1730. Бах је написао делове „Кирије“ и „Глорија“ своје знамените „Велике мисе у ха-молу“. Године 1733. представио је нотни запис саксонском кнезу, а овај га је поставио за дворског композитора, што је био део Бахове борбе за већи реноме код градског већа. Касније је дописао и остале делове („Кредо“, „Санктус“, „Агнус деи“), при чему је користио мелодије из својих најбољих кантати. Миса вероватно није у целини изведена за композиторовог живота. Данас се сматра једним од најбољих хорских дела свих времена.
Године 1747. Бах је путовао на двор Фридриха II од Пруске у Потсдам, где је његов син Карл Филип Емануел радио као чембалиста. Ту је краљ одсвирао Баху музичку тему и дао му задатак да од ње направи фугу. Бах је импровизовао троделну фугу на краљевом клавиру (то је био иновативан инструмент у то време), и касније му поклонио „Музичку жртву“, збирку канона, фуга и трио заснованих на краљевој теми. Бахово ремек-дело, шестогласна фуга (ричеркар) је заснована на модификованој Фридриховој теми.
У Лајпцигу је Бах написао своја главна клавирска дела, другу свеску „Добро темперованог клавира“, „Музичку жртву“, „Уметност фуге“ (остала недовршена), преко 200 кантата, од којих је сачувано 126, колосални опус дела за оргуље, четири пасије, магнификат, три ораторијума, као и своју „Велику мису у ха-молу“.
Почео је да губи вид 1745. и све теже је путовао. Године 1749. био је лошег здравља, о чему сведочи писмо градским властима у коме се помиње попуњавање музичких функција које је вршио Бах у случају његове смрти. Бахова заоставштина процењена је на 1159 талира, и састојала се од 5 чембала, два харпсикорда, три виолине, три виоле, два чела, виоле да гамба, лауте, спинета и 52 књиге о религији. Ана Магдалена га је надживела 10 година зарађујући од прошње испред цркве Светог Томе.
Сахрањен је у цркви Светог Јована у Лајпцигу која је уништена у Другом светском рату. Од 1950. (200 година од смрти) сахрањен је у цркви Светог Томе.

## Породица
Бах се оженио рођаком Маријом Барбаром Бах 1707. Имали су седморо деце, од којих су четворо преживели детињство:
- Катерина Доротеа (28. децембар 1708. — 14. јануар 1774).
- Вилхелм Фридман (22. новембар 1710. — 1. јул 1784).
- Карл Филип Емануел (8. март 1714. — 14. децембар 1788).
- Јохан Готфрид Бернард (11. мај 1715. — 27. мај 1739).

Марија је умрла 1720, а Бах се оженио Аном Магдаленом Вилке 1721. Имали су тринаесторо деце, од којих је шесторо преживело детињство:
- Готфрид Хајнрих (1724—63)
- Елизабета Јулијана Фредерика (1726—81)
- Јохан Кристоф Фридрих (1732—95)
- Јохан Кристијан (1735—82)
- Јохана Каролина (1737—81)
- Регина Сузана (1742—1809)

## Личне особине
Бах је био скроман, педантан, побожан и великодушан човек који се лепо односио према својим ученицима. Породица Бах је била позната по гостопримљивости. Бахов биограф, Форкел, помиње: „Његова друштвеност и уметничка слава утицали су да му је кућа ретко када била без гостију“. С друге стране, умео је бити пргав и љутит, посебно према лошим газдама и лошим музичарима. У својој двадесетој години је у свађи повукао мач на колегу, али су их други музичари раздвојили.
Истински је уважавао своје велике савременике. Није успео да се сретне са Хендлом кад је овај посећивао Немачку и због тога је жалио целог живота. Преписивао је његове кантате, Телеманове такође, као и дела многих савременика и претходника.
Бах није радио ништа за популаризацију својих кантата и пасија, и није његова заслуга што су оне стигле до нас. Сам Бах није био свестан величине и значаја свога дела, као ни тога да ће постати симбол музике своје епохе. Када је компоновао, Бах није размишљао о томе да ли су хористи способни да отпевају његова дела, ни да ли ће га паства разумети. Његово дело је дубоко религиозно — стварао је у славу Бога. Неретко је украшавао своје композиције са „Само Господу слава“ (Soli Deo Gloria) или „Исусе, помози“ (Jesu Juva).

## Ученици
Четири Бахова сина су и сами постали композитори (види галерију). У своје време су били познатији од оца, који је око осамдесет година после смрти био заборављен, мало познат и извођен.
- Вилхелм Фридман Бах (1710—84)
- Карл Филип Емануел Бах (1714—88)
- Јохан Кристоф Фридрих Бах (1732—95)
- Јохан Кристијан Бах (1735—82)

Знаменити ученици Јохана Себастијана су били, поред синова, Јохан Лудвиг Кребс и Јохан Филип Кирнбергер.

## Музички стил
Бахов музички стил је произлазио из његове вештине стварања оригиналних контрапункта и доследне употребе мотива, затим склоности за импровизацију на инструментима са клавијатуром, и познавања музичких традиција северне и јужне Немачке, Италије и Француске. Незаобилазна је и његова оданост лутеранској литургијској музици. Срећна околност да је у детињству и младости имао приступа партитурама и живим музичарима допринела је да Бах снажно развије свој таленат. Већ је у двадесетим годинама показивао способност да организује своје идеје у делима великог и сложеног формата, што је био напредак у односу на Букстехудеов модел импровизованих прелида и једноставних контрапункта. Прекретница су за Баха биле године 1713—14. када је обимни репертоар италијанске музике постао доступан музичарима на вајмарском двору. Од тада, у Баховој музици је приметна употреба музичких форми и структура преузетих из Италије (драматичне увертире, јединственије третирање музичких мотива, јасне мелодијске контуре).
Музика се у време барока записивала тако што би композитор само назначио основну конструкцију дела, а задатак интерпретатора је био да окити овај музички скелет и да га развије. Међу европским музичким центрима постојале су велике разлике у томе како се ово правило примењивало. Бах се налазио на једном од екстрема, тј. он је записивао скоро све музичке детаље, посебно у брзим ставовима. Ово му је вероватно помагало да контролише богате контрапунктске линије које су му биле омиљене, али које су остављале мање простора за импровизацију. Његове музичке фактуре су гушће од оних код Хендла и других савременика који би, по потреби, из композиција уклањали гласове. Бах је често прибегавао кратким тоникализацијама или суптилним иступањима у друге тоналитете, нарочито оном супертонике, у трајању од свега неколико тактова, како би својим делима дао специфичан карактер.
Са друге стране, Бах је за разлику од савременика често изостављао навођење инструмената потребних за извођење (случај Уметности фуге и Музичке жртве).
Јохан Себастијан је био побожан верник, што је у лутеранској традицији значило да је имао лични однос са Богом. То је допринело да је већи део његовог репертоара посвећен духовној музици, најпре лутеранској хорској химни. Теолошки одјеци видљиви су и у његовим делима; партита Sei Gegrüsset састављена је од теме и 11 варијација, која се може поделити у два дела од по шест делова, што одговара лутеранској проповеди заснованој на понављању, а може се тумачити и као симбол Христа и 11 ученика. Бахове партитуре су у тесној вези с литургијским текстом. Рецимо, скокови октаве симболизују распон између земље и неба, а спори и понављани тонови у кантати 106 симболизују Христов тешки успон на Голготу. Бахова публика се углавном састојала из конзервативних, побожних људи који су свакодневно посећивали цркву. Стога у његовим делима нема драматичних музичких иновација. Он је користио познате музичке форме којима је, додавањем сложених хармонија, удахњивао нови живот.
Бахов првенствени професионални циљ је био да постане врхунски оргуљаш свога времена. Музика за инструменте са клавијатуром је увек имала централно место у његовом опусу. Тежио је да ови инструменти добију значај већи од улоге континуа у оркестру тако што је у својим бројним концертима за чембало, које је вероватно сам свирао, уносио солистичка места. Друга карактеристика Бахове музике је уношење виртуозних пасажа у виолинске и оргуљашке мелодије. На мајсторски начин је комбиновао вокалну и инструменталну музику.
Као педагог, стварао је збирке дела која истражују уметничке и техничке могућности инструмената и музичких жанрова. Најпознатији пример оваквог дела су две свеске Добро темперованог клавира, које садрже прелудијуме и фуге, разрађене коришћењем различитих техника компоновања у сваком дурском и молском тоналитету. Енглеске и Француске свите и партите из кетенског периода систематично се користе разноврсном метриком, као и тоналитетима с повисилицама и снизилицама. Експерименти са интервалима могу се чути у Голдберг варијацијама. У Уметности фуге представљена је збирка техника компоновања фуга.

### Стилски периоди
Бахов опус се може поделити на три велика стилска периода које су обележили стилови актуелног доба и развој личног стила, где су године 1713. и 1739/1740. биле преломне.
Први период, учење и усавршавање, трајао је од 1700. до 1713. Најзначајније године су биле оне које је Бах провео у Вајмару (1708—1713). Бах се у ово доба концентрисао на оргуље и клавијатуре, као и на црквене кантате. Његова дела из овог периода усвајају узоре из немачке црквене инструменталне и вокалне музике 17. и с почетка 18. века, као и неке елементе музике Фрескобалдија и француских композитора 17. века.
Други период, период мајсторства, почиње 1713, у Вајмару, и траје до 1740. када је Бах у Лајпцигу. У ово доба, пошто је већ савладао и унапредио немачки музички стил претходних епоха, Бах врши синтезу карактеристика италијанске музике с краја 17. и почетка 18. века (мелодијска јасноћа, ритмичка динамика) и немачког стила (трезвеност, комплексна унутрашња структура), чиме је створио оригинални лични стил који је применио на све значајне музичке форме свога времена (осим опере). Осим изградње стила, период који је провео у Кетену и Лајпцигу обележио је врхунац његове техничке виртуозности.
Последњи период Бахове музике обележен је објављивањем Вежбе за клавир бр. 3 (Clavier-Übung III) 1739, и траје до његове смрти 1750, у време када је компоновао Уметност фуге. У овом делу свога опуса Бах се посвећује инструменталној музици, лични стил му постаје још више контрапунктски, а примећују се и назнаке тенденција савременог доба.

## Бахов допринос музичкој теорији
Ово је листа Бахових доприноса музичкој теорији:
- Фуге и канони (Уметност фуге)
- Дурски и молски тоналитет (Добро темперовани клавир)
- Развој хармоније (Хроматска фантазија и фуга)
- Полифонија (соло дела за флауту, сонате и партите за соло виолину, свите за виолончело)
- Инструментација (Бранденбуршки концерти)
- Различити жанрови инструменталне и вокалне музике (користио је савремене жанрове арије, бурлескне кантате, канцоне до ораторијума, скерца и симфоније)
- Стварао је и мале форме (Свеска дела за оргуље) и колосалне композиције (Пасија по Матеју)
- Стил и ретроспектива композиционих техника (Миса у ха-молу)
- Музички осећај и емотивна изражајност (црквене кантате)

## Популарност Бахове музике
За време Баховог живота његове композиције нису привлачиле велику пажњу у поређењу са савременицима Георгом Фридрихом Хендлом или Георгом Филипом Телеманом. Широм Европе био је познат као врхунски оргуљаш, чембалиста, и мајстор за импровизације. Осим тога, био је на цени као штимер оргуља. Као и многи музичари свога времена, понекад је дириговао и свирао друге инструменте: виолину, виолу.
Након смрти, његова музика је углавном заборављена. Бахова жена и синови су заслужни да је она записана и сачувана. Професионални музичари и композитори никада нису заборавили на Баха. Његову музику су ценили и њоме се инспирисали Моцарт и Бетовен. Нека Бахова дела (виолинске сонате, Добро темперовани клавир) су кориштена у музичкој педагогији.
Раширено је мишљење да је поновној популаризацији Бахових дела највише допринео Феликс Менделсон Бартолди када је 1829. организовао поновно извођење Бахове „Пасије по Матеју“. Менделсон и Брамс су и пре тога изводили Бахов клавирски репертоар. Године 1850. основано је „Бахово удружење“ (Bach-Gesellschaft), са мисијом сакупљања и објављивања Бахових дела. Крајем 19. и у 20. веку Бахова музика је постала незаобилазни део програма свих музичких школа.
Баховој данашњој слави доприноси чињеница да је његов опус великим делом сачуван, што је редак случај код барокних композитора (Хендл је још један пример). Ту је, наравно, и техничка и емотивна бриљантност мелодија и хармонија које су инспирисале генерације музичара. Од 19. века Бахова духовна музика је веома цењена у црквеним круговима.

## Дела
Бах је написао више од 1000 дела, међу њима готово подједнак број вокалних и инструменталних композиција.

### Вокална музика
Бахове сачуване вокалне композиције састоје се из 525 дела, од којих су 482 сачувана у целини.
Компоновао је:
- 224 кантате
- 10 миса
- 7 мотета
- 2 завршене пасије (од Пасије по Марку, BWV 247, очуван је само либрето, а Пасија по Луки, BWV 246, је апокрифна)
- 3 ораторијума
- 188 корала
- 4 песме (lieder)
- 1 кводлибет
- 58 духовних напева

Готово сва његова вокална дела су духовна — само 24 кантате, 4 песме и 1 кводлибет су профане мелодије. Оваква музика има снажну традицију у немачкој лутеранској цркви.
Велики део својих вокалних дела компоновао је у Лајпцигу, између 1723. и 1741, када је као кантор компоновао кантате, пасије и мотете за службу у пет великих градских цркава, као и за друге прилике, рецимо сахране.
Међу Баховим коралним делима има око 170 коралних прелида за оргуље. Бахова антологија „Мала књига о оргуљама“ (Orgelbüchlein), коју је сакупио у Вајмару и Кетену, садржи кратке коралне прелиде намењене музичкој педагогији. Књижица се бави подуком о писњу корала, и вежбању технике управљања педалама на оргуљама. Сакупљао је и писао кратка дела која су имала дидактичку намену (Инвенција у два гласа, Симфонија у три гласа, прва књига Добро темперованог клавира).
Бах у принципу није разликовао духовну и световну музику, јер је сматрао да обе треба да величају Божију славу. Пример за ово је употреба истог текста за духовну и световну музику, рецимо у Миси у бе молу, коју је раније употребио у кантати у славу Августа II Јаког, саксонског војводе и краља Пољске.
Током боравка у Лајпцигу, саставио је 3 свеске корала за оргуље. Сви каснији Бахови корали су већег обима и мање интимни и субјективни.

### Инструментална музика
Од Бахових инструменталних дела, сачувано је 227 дела за оргуље, 189 за чембало, 20 за соло инструменте, 16 за камерни оркестар, 30 оркестарских и 18 без одређеног инструмента. Укупно постоји 494 Бахових комплетних инструменталних композиција:
| За оргуље: - 9 трио соната за оргуље - 26 прелида, токата, фантазија и фуга за оргуље - 10 фуга, фантазија и прелида за оргуље - 1 вежба за педале оргуља - 1 пасакаља и фуга за оргуље - 1 канцона, алабрева, арија и пасторала за оргуље - 6 концерата за соло оргуље - корали за оргуље - 3 коралне партите за оргуље - 1 канонска варијација за оргуље - Уметност фуге (BWV 1080) — музичко теоријско дело | За клавијатуре (чембало): - 30 инвенција и симфонија за чембало - 6 енглеских свита - 6 француских свита - 6 партита - Добро темперовани клавир (1 и 2) - 4 дуа за чембало - 27 свита и партита за чембало - 3 менуета за чембало - 56 прелида, фантазија и фуга или фугета за чембало - 34 токата, прелида и фуга за чембало - 4 сонате за чембало - 18 концерата за соло чембало - 3 арије са варијацијама - 2 каприча за чембало - Голдберг варијације | За соло инструменте: - три партите и сонате за соло виолину - три сонате за виолу да гамба (виол) - шест свита за виолончело - партита у а молу за соло флауту - 4 свите, 3 прелида и једна фуга за лауту Оркестарска дела: - симфонија у Ф дуру - 5 оркестарских свита (увертира) - 6 Бранденбуршких концерата - 2 концерта за виолину, 1 концерт за две виолине - 37 камерних соната за два и три инструмента - Музичка жртва (BWV 1079) — музичко теоријско дело |

#### Бах и музика за оргуље
Музика за оргуље у Немачкој у Бахово доба имала је снажну традицију захваљујући Баховим претходницима — Пахелбелу, Бему, Букстехудеу и другим композиторима, који су сви утицали на њега. Са многима од њих Бах се лично познавао.
У свом животу Бах је првенствено био познат као првокласни оргуљаш и учитељ музике, па тек онда као композитор музике за овај инструмент. Стварао је и у традиционалним и у „слободним“ жанровима свога доба: прелидима, фантазијама, токатама, и у строжим формама — корални прелиди и фуге. У делима за оргуље Бах је сјединио четири различита музичка стила са којима се сусрео у животу. То је била музика севернонемачких композитора (Георг Бем, с којим се Бах срео у Линебургу, и Дитрих Букстехуде у Либеку). Ту је и музика композитора са југа; Бах је преписивао дела многих француских и италијанских композитора да би упознао њихов музички језик. Касније је прерадио неколико Вивалдијевих виолинских концерата за оргуље. У доба свог најплодотворнијег стваралаштва за оргуље (1708—1714) Јохан Себастијан није написао само много прелида, фуга и токата и фуга, већ је створио и недовршену збирку 46 кратких коралних прелида у којој је демонстрирао различите технике развијања коралних тема. После одласка из Вајмара, Бах је мање писао за оргуље, мада су нека од његових дела изузетног квалитета (6 трио-соната, зборник „Вежбе за клавир“ и 18 Лајпцишких корала). Целог живота Бах није само компоновао за оргуље, већ се бавио и штимовањем, инсталацијом и провером оргуља.

#### Музика за инструменте са клавијатуром
Бах је много компоновао за чембало, а неке од тих композиција су се изводиле и на клавикорду. Многа од ових дела показују страст за илустровањем теорија композиције на енциклопедијски начин.
- Добро темперовани клавир, књига 1. и 2. (BWV 846—893). Свака књига се састоји од прелида и фуге у свакој од 24 дурске и молске скале. Име дела се односи на систем равномерног темперовања (штимовања) музичких инструмената. Начини штимовања пре Баха нису омогућавали да мелодија промени више тоналитета.[25] Ово дело су ценили доцнији композитори, попут Хајдна, Моцарта и Бетовена, због његовог спектра техника контрапункта.
- Инвенције и симфоније (BWV 772—801). Ово су кратки дводелни и троделни контрапункти реализовани у широком спектру музичких лествица. Ова дела су била намењена педагошком раду.
- Три збирке плесних свита: Енглеске свите (BWV 806—811), Француске свите (BWV 812—817) и Партите за клавијатуре (BWV 825—830). Свака збирка садржи шест свита компонованих по стандардном моделу (алеманда—курант—сарабанда—(слободан став)—жига). У Енглеским свитама додат је прелид испред алеманде, и још један став између сарабанде и жиге. Француске свите немају прелид, али имају неколико ставова испред сарабанде и жиге. Партитите даље проширују модел сложеним избором ставова и мешовитим ставовима.
- Голдберг варијације (BWV 988), једна арија и 30 варијација. Збирка се одликује комплексном и неконвенционалном структуром: варијације се граде од бас линије арије, уместо од њене мелодије, а музички канони су складно уметнути.
- Разна дела, попут: Француска увертира (BWV 831), Хроматска фантазија и фуга (BWV 903) и Италијански концерт (BWV 971).

Међу Бахова мање позната дела за клавијатуре спада седам токата (BWV 910—916), четири дуета (BWV 802—805), сонате за клавијатуре (BWV 963—967), Шест малих прелида (BWV 933—938) и „Арија са варијацијама на италијански начин“ (Aria variata alla maniera italiana, BWV 989).

#### Оркестарска икамерна музика
Бах је писао како музику за индивидуалне инструменте, тако и за ансамбле. Његова дела за соло инструменте су: 6 соната и партита за соло виолину (BWV 1001—1006), 6 свита за виолончело (BWV 1007—1012), и партита за соло флауту (BWV 1013). Ова дела многи сматрају за неке од најбољих Бахових остварења. Поред тога, Бах је написао и неколико композиција за соло лауту. Писао је и трио-сонате, сонате за соло флауте и виолу да гамба уз пратњу континуа, и велики број канона и ричеркара без ознаке инструмента за извођење. Најбољи пример оваквих дела су циклуси Уметност фуге и Музичка жртва.
Најпознатије остварење Бахове музике за оркестар су Бранденбуршки концерти. Они су добили ово име по томе што их је Бах послао грофу Кристијану Лудвигу од Бранденбург-Шведа 1721. године, са намером да добије посао на грофовом двору што је остао само покушај. То су шест концерата написаних у жанру кончерто гросо. Остала Бахова дела за оркестар укључују два виолинска концерта, концерт за 2 виолине у де-молу (BWV 1043), и концерти за један, два, три и четири чембала. Неки експерти сматрају да су ови концерти само транскрипције старијих Бахових, данас изгубљених, дела. Поред концерата, Бах је написао и 4 оркестарске свите.

### Категоризација
Бахов опус је организован по BWV бројевима, где је BWV скраћеница од „Bach Werke Verzeichnis“ (ознака Бахових дела). Ову данас уобичајену систематизацију Баховог опуса предложио је Волфганг Шмидер 1950.
- 1—222 кантате
- 225—248 велика хорска дела
- 250—524 хорска дела и световне песме
- 525—748 дела за оргуље
- 772—994 друга дела за инструменте са клавијатуром
- 995—1000 дела за лауту
- 1001—1040 камерна музика
- 1040—1071 оркестарска музика
- 1072—1126 канони и фуге

### Одабрана дела и примери
| Музичка форма                  | пример                                   |
| ------------------------------ | ---------------------------------------- |
| Концерт                        | Концерт за чембало 1052                  |
| Прелид/фантазија/токата и фуга | Прелид и фуга 894                        |
| Токата                         | Токата 916                               |
| Пасакаља                       | Пасакаља и фуга 582                      |
| Соната                         | Соната 527                               |
| Свита                          | Енглеска свита 806                       |
| Фантазија                      | Фантазија 542                            |
| Прелид                         | Прелид 846                               |
| Фуга                           | Фуга 1025                                |
| Канон                          | Канон 1074                               |
| Корал                          | Корал 688                                |
| Кантата                        | Кантата сакра 122                        |
| Ораторијум                     | Божићни ораторијум 248                   |
| Миса                           | Лутеранска миса 234                      |
| Магнификат                     | Магнификат 243                           |
| Пасија                         | Пасија по Матеју 244                     |
| Партита                        | Партита 828                              |
| Барокна симфонија              | Симфонија 787                            |
| Песма (Lied)                       | Песма 508                                |
| Арија                          | Арија за глас и оркестар 3               |
| Рецитатив                      | Рецитатив хроматске фантазије и фуге 903 |

- Кантате:  4, BWV 9,  21,  78, BWV 106, BWV 140, BWV 136, BWV 198, BWV 146, BWV 177, BWV 127, BWV 35, BWV 51,  56,  82, BWV 198 (тужна ода), BWV 201, BWV 205, BWV 208, BWV 211, BWV 212;
- Пасија по Јовану, BWV 245;
- Пасија по Матеју, BWV 244;
- Миса у ха-молу, BWV 232;
- Божићни ораторијум, BWV 248;
- Магнификат, BWV 243;
- Мотети, BWV 225—231;
- Токата и фуга у де-молу, BWV 565, и други прелиди, фуге и фантазије: BWV 534, 538, 541, 542, 543, 544, 545, 546, 548;
- Пасакаља и фуга у це-молу, BWV 582;
- Голдберг варијације, BWV 988;
- Шест партита за чембало, BWV 825—830;
- Инвенције и симфоније, BWV 772—801;
  - Инвенције, BWV 772
  - Симфонија, BWV 787
- 6 енглеских свита, BWV 806—811;
- 6 француских свита, BWV 812—817;
- Добро темперовани клавир, BWV 846—893;
  - Прелид број 1, BWV 846
- Хроматска фантазија и фуга, BWV 903;
- Италијански концерт, BWV 971;
- Сонате и партите за соло виолину, BWV 1001—1006;
- Свите за виолончело, BWV 1007—1012;
- Сонате за флауту, BWV 1013, BWV 1020, BWV 1030—1035;
- Шест Бранденбуршких концерата, BWV 1046—1051;
- Три виолинска концерта, BWV 1041, BWV 1042, BWV 1043;
- Концерти за чембало, BWV 1052—1065;
- Свите за оркестар, BWV 1066—1070;
- Музичка жртва, BWV 1079;
- Уметност фуге, BWV 1080;

#### Музички примери

##### 565
- Токата и фуга у де молуⓘ

##### 971 — Италијански концерт у Еф дуру
- први деоⓘ

##### 988 — Голдберг варијације
- први деоⓘ

##### 1049 — Бранденбуршки концерт бр. 4 у Ге дуру
- 1. (Allegro)ⓘ

##### Кантата 140
- 1. рефренⓘ
- 2. рецитативⓘ

## Бах као предмет истраживања и културе савременог доба
По Баху је назван астероид 1814 Бах, откривен 1931.
Три Бахове композиције су снимљене на златној фонографској плочи коју је сонда Војаџер однела у свемир 1977. Скупа са другим композицијама са ове плоче, Бахова музика је изабрана да представља културу људске цивилизације.
Његов значајан допринос класичној музици искористио је Даглас Хофштатер за приказивање филозофије у књизи „Гедел, Ешер, Бах — вечна златна плетеница“ из 1979.
Корали BWV 1090—1120, пронађени су 1985. у Халеу.
Још једна Бахова вокална арија је пронађена 2005. и заведена у каталог дела под ознаком BWV 1127.
Године 2008. у Берлину је извршена реконструкција изгледа Баховог лица користећи рачунарско моделовање.